# 릴리안 (브랜드)
릴리안(영어: lilian)은 깨끗한나라에서 만드는 생리대 브랜드이다.

## 논란
2017년 8월 여성환경연대에서 국내 생리대 제조회사 11곳의 제품에서 VOC가 검출되었다고 생리대 유해성 문제를 제기하였다.
이 과정에서 제조회사 11곳 중 유일하게 '릴리안' 브랜드 명이 거론되면서 부정적 여론이 급속도로 확대되었다.
릴리안 측은 생리대 제조 공정상에 문제가 발견되지 않았고, 재료와 성분 또한 국내 식품의약품안전처의 기준을 준수하는 것들로 사용한다고 밝혔지만, 한번 돌아선 여론이 다시 돌아오기는 역부족이었다.
이에 릴리안은 소비자들의 불안을 해소하고자 국내 생리대 제조회사 중 유일하게 환불조치를 단행하였다.
식품의약품안전처에서 실시한 2017년과 9월 1차, 12월 2차 전수조사에서 릴리안 포함 모든 국내 생리대가 안전한 것으로 밝혀졌다.

## 캠페인
2018년 1월 5일 '더 좋은 생리대를 만들기 위한 생각캠페인'을 시작하였다.